# Груша 'Петровская'
Груша 'Петровская' — летний сорт груши российской селекции.
Включён в Госреестр по Центральному региону.

## Характеристика сорта
Деревья средней высоты. Густота кроны средняя. Основные ветви отходят от ствола под углом, близким к прямому, ветви кривые, расположены редко, концы ветвей направлены вверх и в стороны.
Кора на стволе и основных сучьях гладкая, бурая. Преобладающий тип плодовых образований – смешанный (простые и сложные кольчатки).
Побеги средней длины, коленчатые, коричневые, без опушения с многочисленными крупными чечевичками. Почки прижатые, крупные, удлиненные, гладкие.
Листья крупные и средние по размеру, широкояйцевидные, тёмно-зелёные, блестящие. Край листа пильчатый, свёрнутый, пластинка выпуклая, без опушения, изогнута вниз. Черешок листа длинный, неопушённый.
Генеративные почки средние, гладкие, удлиненные. Цветки средние, мелкочашевидные, белые. Лепестки овальные, средние.
Плоды средней величины (115—135 г), удлинённо-грушевидной формы, гладкие, окраска зеленоватая, у зрелых плодов — зеленовато-жёлтая, покровная отсутствует. Плодоножка длинная, средняя, изогнутая, косопоставленная. Воронка мелкая, оржавленность отсутствует. Чашечка закрытая, блюдце мелкое. Сердечко небольшое, удлиненно-яйцевидное. Семенные камеры закрытые, средние. Подчашечная трубка короткая, средней ширины.
Семена крупные, яйцевидные, чёрные.
Мякоть плодов кремовая, нежная, полумаслянистая, очень сочная, кисловато-сладкого вкуса. Дегустационная оценка внешнего вида 4,1 балла, вкуса 4,4 балла.
Химический состав плодов: сахаров – 10,0 %, кислот – 0,15 %.

## В культуре
Зимостойкость и морозоустойчивость высокие.
В условиях Москвы плоды созревают во второй декаде августа. Сорт скороплоден и высокоурожаен. В среднем за пять лет урожайность составила 28 т/га.